# Jan ter Gouw

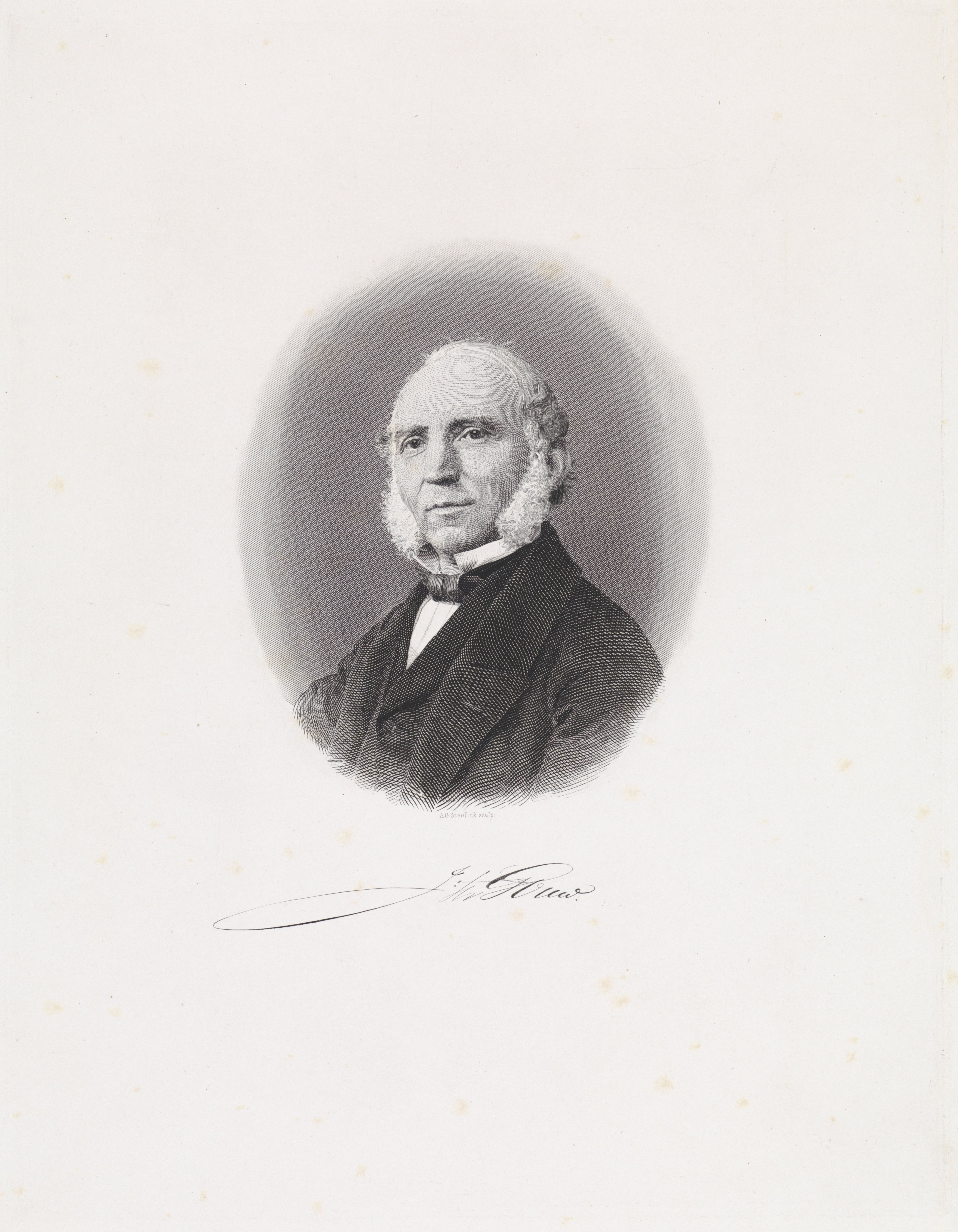
Portret van Jan ter Gouw door Abram George Steelink.

Jan (of Johannes) ter Gouw (Amsterdam, 16 december 1814 - Hilversum, 9 januari 1894), pseudoniem Aurelius, was een Nederlandse schoolhoofd en geschiedkundig schrijver. Hij schreef  gedichten, brieven en novellen en genoot  bekendheid als geschiedenisschrijver van Amsterdam.

## Geschiedenis
Ter Gouw volgde een opleiding tot onderwijzer.  Na enige jaren militaire dienst werkte hij sinds 1838 in het onderwijs. Na 1843 was hij hoofdonderwijzer aan een Amsterdamse stadstussenschool. Van 1851 tot  1863 was hij als docent verbonden aan het Nederlands Israëlitisch Seminarie, waarna hij zich geheel aan de geschiedschrijving wijdde. Vanwege de 'erkenning der bijzondere verdiensten... voor de historische onderzoekingen' genoot hij sinds 1885 een jaarlijkse toelage van de stad Amsterdam.
Bekende werken van Ter Gouw waren  De volksvermaken uit 1871, waarin hij verschillende vormen van vrije tijd en volksgebruiken binnen Nederland beschrijft en Amsterdamsche tafereelen over de vroege geschiedenis van Amsterdam.
Ter Gouw was bevriend met Jacob van Lennep. Samen schreven zij De uithangteekens, in verband met Geschiedenis en Volksleven beschouwd; twee bundels over de geschiedenis van uithangborden (1867), gevolgd door een derde onder de titel Het boek der opschriften.

## Werken
Geschiedenisboeken
- Beknopt historisch overzigt van onze nationale schoolwetgeving (1862)
- Studiën over zegel- en wapenkunde (1865)
- De gilden. Eene bijdrage tot de geschiedenis van ons volksleven (1866)
- De uithangteekens (1867-1869)
- Kijkjes in de oude schoolwereld (2 delen) (1870-1872)
- De volksvermaken (1871)
- Amstelodamiana. Eerste deel (1874)
- Amstelodamiana. Tweede deel (1874)
- Amsterdamsche tafereelen (1876)
- Aura. Een geïllustreerd boek voor jongelui (1876)
- Geschiedenis van Amsterdam - Eerste tijdperk: De Amsterdamsche oudheid (Boek I) (1879)"
- Geschiedenis van Amsterdam - Tweede tijdperk: De ontwikkeling van Amsterdam (Boek II-V) (1880-1886)"
- Geschiedenis van Amsterdam - Derde tijdperk: De Spaansche tijd (Boek VI-VII) (1889-1891)"
- Geschiedenis van Amsterdam - Chronologische en alfabetische registers (Boek VIII) (1893)"
- Amsterdamsche verhalen (1896)

Tijdschriften
- De oude tijd (1869 - 1874)